# ZNF3
ZNF3 (англ. Zinc finger protein 3) – білок, який кодується однойменним геном, розташованим у людей на короткому плечі 7-ї хромосоми. Довжина поліпептидного ланцюга білка становить 446 амінокислот, а молекулярна маса — 50 916.
| 10         |  | 20         |  | 30         |  | 40         |  | 50         |
| ---------- |  | ---------- |  | ---------- |  | ---------- |  | ---------- |
| METQADLVSQ |  | EPQALLDSAL |  | PSKVPAFSDK |  | DSLGDEMLAA |  | ALLKAKSQEL |
| VTFEDVAVYF |  | IRKEWKRLEP |  | AQRDLYRDVM |  | LENYGNVFSL |  | DRETRTENDQ |
| EISEDTRSHG |  | VLLGRFQKDI |  | SQGLKFKEAY |  | EREVSLKRPL |  | GNSPGERLNR |
| KMPDFGQVTV |  | EEKLTPRGER |  | SEKYNDFGNS |  | FTVNSNLISH |  | QRLPVGDRPH |
| KCDECSKSFN |  | RTSDLIQHQR |  | IHTGEKPYEC |  | NECGKAFSQS |  | SHLIQHQRIH |
| TGEKPYECSD |  | CGKTFSCSSA |  | LILHRRIHTG |  | EKPYECNECG |  | KTFSWSSTLT |
| HHQRIHTGEK |  | PYACNECGKA |  | FSRSSTLIHH |  | QRIHTGEKPY |  | ECNECGKAFS |
| QSSHLYQHQR |  | IHTGEKPYEC |  | MECGGKFTYS |  | SGLIQHQRIH |  | TGENPYECSE |
| CGKAFRYSSA |  | LVRHQRIHTG |  | EKPLNGIGMS |  | KSSLRVTTEL |  | NIREST     |

A: Аланін

C: Цистеїн

D: Аспарагінова кислота

E: Глутамінова кислота

F: Фенілаланін

G: Гліцин

H: Гістидин

I: Ізолейцин

K: Лізин

L: Лейцин

M: Метіонін

N: Аспарагін

P: Пролін

Q: Глутамін

R: Аргінін

S: Серин

T: Треонін

V: Валін

W: Триптофан

Кодований геном білок за функціями належить до активаторів, білків розвитку, фосфопротеїнів. 
Задіяний у таких біологічних процесах, як транскрипція, регуляція транскрипції, диференціація клітин, альтернативний сплайсинг. 
Білок має сайт для зв'язування з іонами металів, іоном цинку, ДНК. 
Локалізований у ядрі.